# Chaetomymar kusnezovi
Chaetomymar kusnezovi är en stekelart som beskrevs av Dmitriy Alekseevich Ogloblin 1946. Chaetomymar kusnezovi ingår i släktet Chaetomymar och familjen dvärgsteklar. Inga underarter finns listade i Catalogue of Life.